# Frogstomp
Frogstomp es el álbum de estudio debut de la banda de rock australiana Silverchair. Fue lanzado por primera vez en Australia en 1995, cuando sus miembros tenían sólo 15 años de edad, por un subsidiario de Sony Records El 20 de junio de 1995, el disco fue lanzado por Epic Records en Estados Unidos, convirtiéndose en disco de platino en noviembre.

## Lista de canciones
Toda la música compuesta por Daniel Johns y Ben Gillies; excepto 1, 7, 8 y 12, por Daniel Johns. 
| Frogstomp |                  |          |  |
| N.º       | Título           | Duración |  |
| 1.        | «Israel's Son»   | 5:18     |  |
| 2.        | «Tomorrow»       | 4:26     |  |
| 3.        | «Faultline»      | 4:19     |  |
| 4.        | «Pure Massacre»  | 4:58     |  |
| 5.        | «Shade»          | 4:01     |  |
| 6.        | «Leave Me Out»   | 3:03     |  |
| 7.        | «Suicidal Dream» | 3:12     |  |
| 8.        | «Madman»         | 2:43     |  |
| 9.        | «Undecided»      | 4:36     |  |
| 10.       | «Cicada»         | 5:10     |  |
| 11.       | «Findaway»       | 2:56     |  |
| 12.       | «Blind» (*)      |          |  |
| 44:51     |                  |          |  |

(*) Este es un bonus track que viene en un vinilo verde junto con la versión LP del álbum.

## Posición en las listas
| Posición (1995)              | Número |
| ---------------------------- | ------ |
| ARIA Australian Albums Chart | 1      |
| New Zealand Albums Chart     | 2      |
| Norwegian Albums Chart       | 30     |
| UK Albums Chart              | 49     |
| Billboard 200                | 9      |

## Créditos
- Daniel Johns – guitarra y voz
- Ben Gillies – batería
- Chris Joannou – bajo

- Datos: Q45652